# Флаг Ессентуков
Флаг муниципального образования городской округ город-курорт Ессентуки́ Ставропольского края Российской Федерации — опознавательно-правовой знак, являющийся, наряду с основным муниципальным символом — гербом городского округа города-курорта Ессентуки, официальным символом городского округа города-курорта Ессентуки как самостоятельного муниципального образования.
Данный флаг утверждён 27 декабря 2005 года решением Совета города Ессентуки № 11 и 19 мая 2006 года внесён в Государственный геральдический регистр Российской Федерации с присвоением регистрационного номера 2219.
Целями учреждения и использования флага города Ессентуки являются: создание зримого символа целостности территории города, единства и взаимодействия населяющих его граждан, территориальной и исторической преемственности; воспитание гражданственности, патриотизма, уважения к исторической памяти, национальным, культурным и иным традициям жителей города.

## Описание и обоснование символики
Описание флага Ессентуков гласит:

Флаг городского округа города-курорта Ессентуки представляет собой прямоугольное полотнище с соотношением ширины к длине 2:3, пересеченное диагональным крестом белого цвета, ширина сторон которого составляет 1/8 от ширины полотнища. Верхний и нижний углы — красного цвета, боковые углы — синего цвета. В центре, поверх всего — фигура герба городского округа города-курорта Ессентуки: летящий к древку орёл жёлтого цвета, держащий в лапах булаву жёлтого цвета.— Решение совета города Ессентуки от 27 декабря 2005 года № 11
Орёл, несущий булаву (власть, великодушие) является символикой терского казачества, основавшего свою станицу на месте нынешнего города. Чаша со змеёй символизирует справедливость, милосердие, силу и богатство.
Белый цвет (серебро) символизирует справедливость, невинность, чистоту. Синий цвет (лазурь) — величие, красоту, ясность. Красный цвет — храбрость.

## История
Флаг 2002 года
Проект первого флага Ессентуков был разработан в 2002 году специалистом управления архитектуры В. А. Охонько на основе исполненного им же герба города. Флаг представлял собой прямоугольное полотнище, разделённое по диагонали. «В верхнем червлёном поле в крыже гербовая фигура — символ медицины. Правое лазоревое поле свободно».
Геральдический совет при Президенте Российской Федерации, изучив проекты символов города-курорта, рекомендовал руководству Ессентуков изменить их композицию. Следуя рекомендациям экспертов государственной герольдии В. А. Охонько выполнил доработку герба и флага. Данная символика была утверждена решением городского Совета от 3 апреля 2002 года № 34. Принятый в качестве официального символа флаг повторял композицию герба, описание которого гласило: «В разделённом начетверо червлёном и лазоревом поле поверх деления узкий серебряный крест, сопровождаемый вверху справа золотой чашей, обвитой обращённой змеёй того же металла, с тремя струями, бьющими из чаши вверх и влево; а вверху слева — золотым орлом, летящим вправо с воздетыми крыльями и несущим в лапах булаву того же металла, обращённую рукоятью влево». Помещённое в крыже изображение чаши со змеёй олицетворяло «главное назначение города как курорта и всероссийской здравницы», а три струи, бьющие из чаши, «символизировали источники Ессентуки-4, Ессентуки-17 и Ессентуки-20».
Флаг 2004 года
29 декабря 2004 года, решением Совета города Ессентуки № 140 «О гербе и флаге города Ессентуки», предыдущее решение было признано утратившим силу и были утверждены новые герб и флаг города, исполненные художником А. И. Плужниковым. Описание флага гласило:

Флаг города-курорта Ессентуки представляет собой прямоугольное полотнище с пропорциями 2:3, разделённое по диагоналям (геральдическое пересечение двух перевязей) на четыре части.
В верхней части белого цвета расположен летящий чёрный орёл с золотым оперением, несущий булаву и повёрнутый головой к древку флага (элемент герба города).

Левая и правая части флага лазоревого цвета. Нижняя часть флага — червлёного цвета. Перевязи, разделяющие флаг по диагоналям белого цвета, ширина которых соотносится к высоте флага в пропорции: 1:50.— Решение Совета города Ессентуки от 29 декабря 2004 года № 140
Указанная символика не была одобрена Геральдическим советом при Президенте Российской Федерации, поскольку герб имел ряд геральдических нарушений, которые, в свою очередь, повторялись на флаге.
Флаг 2005 года
Приняв во внимание рекомендации Геральдического совета при Президенте Российской Федерации и оказанные им консультации администрация Ессентуков вместе художником А. И. Плужниковым переработала герб 2004 года, приведя его в соответствие геральдическим правилам и требованиям. С учётом герба был переработан и флаг, повторявший композицию и цветовую гамму основного муниципального символа города-курорта.
27 декабря 2005 года, решением Совета города Ессентуки № 11 «Об официальных символах городского округа города-курорта Ессентуки», предыдущее и, повторно, первое решения были признаны утратившими силу и были утверждены ныне действующие герб и флаг Ессентуков.
19 мая 2006 года, после прохождения экспертизы в Геральдическом совете при Президенте Российской Федерации, герб и флаг городского округа города-курорта Ессентуки были внесены в Государственный геральдический регистр Российской Федерации под номерами 2218 и 2219.